# Creep 2
Creep 2 és una pel·lícula de terror psicològic de metratge trobat estatunidenca del 2017 dirigida per Patrick Brice i escrita per Brice i Mark Duplass. És una seqüela de la pel·lícula de Brice del 2014 Creep, i la segona entrega de la franquícia del mateix nom. Duplass reprèn el seu paper de la primera pel·lícula com un assassí en sèrie que atrau a la mort videògrafs desprevinguts, amb Desiree Akhavan retratant el seu darrer objectiu.
La pel·lícula es va estrenar al L Festival Internacional de Cinema Fantàstic de Catalunya el 6 d'octubre de 2017, i va ser estrenada el 24 d'octubre de 2017, per The Orchard. Igual que la seva predecessora, Creep 2 també va ser aclamada per la crítica, amb molts elogis centrats en l'escriptura de la pel·lícula, l'atmosfera, l'humor fosc i les actuacions dels protagonistes.
Brice va confirmar que una tercera pel·lícula estava en desenvolupament.

## Argument
Un prolífic assassí en sèrie, que utilitza el nom "Aaron" després d'una víctima anterior, es troba insatisfet amb els seus assassinats i està passant per una crisi de la mitjana edat. Quan el seu darrer anunci per a un videògraf atrau la YouTuber Sara a la seva cabana remota, l'Aaron canvia el seu enfocament en admetre que és un assassí en sèrie que deixarà viure a Sara durant les properes 24 hores si grava un documental sobre la seva vida. La Sara, dubtant de la seva revelació, accepta filmar l'Aaron amb l'esperança que el vídeo popularitzi la seva sèrie web sense èxit sobre clients excèntrics de Craigslist.
Al llarg del dia, l'Aaron lluita per intimidar la Sara, que juga amb les seves diverses excentricitats. Mentre la Sara continua dubtant que l'Aaron sigui un assassí en sèrie, l'Aaron li informa que té la intenció de concloure el documental fent-se matar. Finalment aconsegueix horroritzar la Sara organitzant un intent de suïcidi, que gairebé fa que se'n surti. Tanmateix, després que l'Aaron reveli que la seva vida no estava en perill, queda per escoltar a Aaron compartir detalls íntims sobre ell mateix, culminant amb els dos compartint un petó.
L'Aaron porta la Sara fora per anunciar que el documental acabarà amb ells suïcidant-se junts. La Sara intenta escapar quan veu que l'Aaron s'apunyala a l'estómac, però Aaron l'apunyala i l'arrossega a una tomba oberta que va cavar. Mentre l'Aaron fa un monòleg de cloenda, una Sara encara viva emergeix de la tomba i el colpeja a la part posterior del cap amb una pala abans de fugir.
Després, Sara és gravada en públic per un individu no identificat xiulant una melodia escoltada als vídeos d'Aaron. Quan la Sara nota que l'individu la filma, la càmera talla bruscament.
- Mark Duplass com a Aaron
- Desiree Akhavan com a Sara
- Karan Soni com a Dave

A més, Kyle Field, Caveh Zahedi i Jeff Man interpreten a Wade, Randy i Alex, individus que apareixen a la sèrie web de Sara. El director Patrick Brice reapareix en el seu paper d'Aaron (referit als crèdits com "Old Aaron") a través d'arxius de la primera pel·lícula.

## Producció
El març de 2014, es va anunciar que Duplass tenia plans per convertir la pel·lícula en una trilogia, produïdes per RADiUS-TWC i la producció tindrà lloc a finals d'any. El febrer de 2015, Duplass va declarar que la producció no havia començat a causa de problemes de programació. L'agost de 2016, Duplass va començar a provar el vestuari de la pel·lícula. Aquell mateix mes, Brice va confirmar que la seqüela avançava.

### Rodatge
La fotografia principal de la pel·lícula va començar el setembre de 2016.

### Música
Julian Wass va compondre la banda sonora de Creep 2. La cançó que sona als crèdits finals és "Botanica de Los Angeles" de Xiu Xiu, extreta del seu àlbum Angel Guts: Red Classroom.

## Llançament
Es va estrenar al L Festival Internacional de Cinema Fantàstic de Catalunya el 6 d'octubre de 2017, on va guanyar el Premi Panorama Fantàstic. La pel·lícula es va publicar a través de vídeo sota demanda el 24 d'octubre de 2017. Va ser llançat a través de Netflix el 23 de desembrede 2017.

### Recepció crítica
Al lloc web de l'agregador de ressenyes Rotten Tomatoes, la pel·lícula té una puntuació d'aprovació del 100% basada en 26 ressenyes, amb una puntuació mitjana de 7,6/10. El consens del lloc diu: "Creep 2 té tot el que va fer el treball original i més: més rialles, més incòmode, més terror inquietant." A Metacritic, la pel·lícula té una puntuació de 75 de 100, basat en les ressenyes de 5 crítics, que indiquen "crítiques generalment favorables".
John DeFore de The Hollywood Reporter va escriure: "La seqüela impressionarà a qualsevol fan de l'original. És més fresc que la majoria dels thrillers de baix pressupost que apareixen als cinemes últimament." Kimberley Elizabeth de Nightmare on Film Street va qualificar la pel·lícula d'"hipnòticament inquietant". donant a la pel·lícula una puntuació de 4 sobre 4. Mike Sprague de JoBlo.com va dir que la pel·lícula va ser "tan de inquietant i entretinguda com l'original" i li va atorgar un 8 sobre 10.

## Futur

### Possible seqüela
El 2017, Brice va confirmar que una tercera pel·lícula, titulada Creep 3, estava en desenvolupament, amb Brice i Duplass tornant com a director i protagonista respectivament.

### Spin-off de la televisió
El juny de 2024, Duplass va anunciar The Creep Tapes, una sèrie d'antologia de mitja hora ambientada a l'univers de la franquícia amb cada episodi centrat en una víctima diferent de l'assassí en sèrie